# Legilimentie
Legilimentie (Engels: Legilimency) is een magische vaardigheid uit de Harry Potter-boekenserie van Joanne Rowling.
Legilimentie is het vermogen om gevoelens en herinneringen te onttrekken aan de geest van een ander - niet te verwarren met gedachtenlezen. Zoals professor Sneep aan Harry Potter uitlegt, zijn gedachten niet op de binnenkant van je schedel gegrift, waar iedere willekeurige indringer ze zou kunnen bestuderen. De menselijke geest is complex en bestaat uit vele lagen. Het is echter wel zo dat wie legilimentie beheerst, onder bepaalde omstandigheden in de geest van zijn slachtoffer kan doordringen en zijn bevindingen correct kan interpreteren. Alleen iemand die heel bedreven is in occlumentie, kan zijn gedachten uitschakelen voor een Legilimens.
Voldemort is als de beste bedreven in legilimentie, daarom heeft hij het altijd door als er tegen hem gelogen wordt.
De spreuk voor legilimentie is Legilimens.

## Bekende Legilimensen
- Albus Perkamentus
- Heer Voldemort
- Severus Sneep
- Bellatrix van Detta[1]